# エイモス・リー
エイモス・リー（Amos Lee、1977年6月22日 - ）は、アメリカ合衆国ペンシルベニア州フィラデルフィア出身のシンガーソングライター、ギタリストである。その音楽スタイルにはフォークやソウル、ジャズなどが含まれる。ブルーノートから3枚のアルバム『Amos Lee』『Supply and Demand』『Last Days at the Lodge』を発表。ボブ・ディランやエルヴィス・コステロ、ノラ・ジョーンズ、ポール・サイモン、マール・ハガードらのツアーに参加した経験がある。音楽的にスティーヴィー・ワンダーやジョン・プライン、ビル・ウィザース、ジェームス・テイラーといったミュージシャンたちの影響を受けている。

## 生い立ち
彼はペンシルベニア州フィラデルフィアで生まれ、ニュージャージー州チェリーヒルで育ち、チェリーヒル・ハイスクール・イーストを卒業した。1995年にサウスカロライナ大学に入学し、英語学士を取得し卒業した。在学中、リーは継父からアコースティックギターを受け取った。また彼はジャズ専門のレコード・ショップで働き始め、セロニアス・モンクやマイルス・デイヴィスを好むようになった。大学卒業後は小学校の教師になるためフィラデルフィアに戻ったが、のちに音楽活動に専念するため教職は辞した。2003年に自主制作で5曲入りのEPを発表し、その後すぐにブルーノートと契約した。そのEPはフィラデルフィアにおいて高い売上を記録し、ノラ・ジョーンズに注目された。ノラ・ジョーンズは彼に2004年のツアーに参加するように要請した。

## ミュージシャンとしての経歴

### デビュー・アルバム
ノラ・ジョーンズのバンドのベーシストであったリー・アレクサンダーのプロデュースによって、エイモス・リー自身の名を冠したデビュー・アルバムが制作され、2005年3月にリリースされた。いくつかの曲にはノラ・ジョーンズも参加し、ピアノの演奏やボーカルを披露した。このアルバムは商業的にも大きな成功を収め、ビルボードのトップ・ヒートシーカーズ・チャートでは最高位2位を記録した。その月の終わりごろには『ローリング・ストーン』誌の「注目のアーティスト・トップ10」にリーの名が挙げられた。アルバムのプロモーションとして、リーは 『レイト・ショー・ウィズ・デイヴィッド・レターマン』 、 『ザ・トゥナイト・ショー』 、 『トータル・リクエスト・ライブ』、『Austin City Limits』といった人気テレビ番組に次々と出演した。後者は2005年8月10日の放送だが、その年の11月11日にはPBSで再放送された。2005年の3月と4月、リーはマール・ハガードとボブ・ディランの前座を務めた。リーの曲「Colors」はテレビドラマ『House』や『グレイズ・アナトミー 恋の解剖学』第2シーズンの最終回などで使用された。この曲はリース・ウィザースプーン、マーク・ラファロ主演の映画『恋人はゴースト』（2005年）にも用いられた。リーの曲「Colors」と「Sympathize」は、ABCのテレビシリーズ『ブラザーズ&シスターズ』第1シーズンの挿入歌にもなっている。さらに 「Shout Out Loud」や「Keep It Loose, Keep It Tight」が、ABCのドラマシリーズ『Six Degrees』で、後者の曲はNBCの『Studio 60』でも使用されている。NBCはさらに人気ドラマ番組『ER緊急救命室』のある回でもリーの「Seen It All Before」を利用している。

### アルバム『サプライ・アンド・ディマンド』
リーの2枚目のアルバム『サプライ・アンド・ディマンド』は、2006年10月3日にアメリカでリリースされた。このアルバムはナタリー・マーチャントのベーシスト、バリー・マグワイアによってプロデュースされ、Billboard 200チャートで76位に達した。収録曲 「Freedom」では、ジャズ・シンガーのリズ・ライトがバック・ボーカルとして参加している。このアルバムからの最初のシングルは「Shout Out Loud」である。このアルバムのプロモートのため、2006年9月28日には 『ザ・トゥナイト・ショー』に出演した。収録曲「Skipping Stone」が『ER緊急救命室』2007年2月8日放送の回（「Dying is Easy」）で演奏された。2007年12月にはAT&TのテレビCMに「Sweet Pea」が使用されている。

## ライブ録音
2006年の夏、エイモス・リーは38組のアーティストが出演した音楽ドキュメンタリー『Live from Abbey Road』のためにアビー・ロード・スタジオでライブ・セッションを録音した。彼の演奏はランディ・クロフォードやジョー・サンプル、デヴィッド・ギルモアらが出演したのと同じ回で、アメリカのSundance Channelやイギリスのチャンネル4などで放映された。ラジオ局KCRWからデジタルで入手可能な短いライブ録音もあり、1つは2005年11月に、もう1つは2007年3月にリリースされた。

## ディスコグラフィ

### スタジオ・アルバム
- 『エイモス・リー』 - Amos Lee (2005年、Blue Note)
- 『サプライ・アンド・ディマンド』 - Supply and Demand (2006年、Blue Note)
- 『真実をさがして』 - Last Days at the Lodge (2008年、Blue Note)
- 『ミッション・ベル』 - Mission Bell (2011年、Blue Note)
- Mountains of Sorrow, Rivers of Song (2013年、Blue Note)
- Spirit (2016年、John Varvatos, Republic)
- My New Moon (2018年、Dualtone Music)
- Dreamland (2022年、Dualtone Music)
- My Ideal: A Tribute to Chet Baker Sings (2022年、Dualtone Music)
- Honeysuckle Switches: The Songs of Lucinda Williams (2023年、Hoagiemouth)
- 『トランスミッションズ』 - Transmissions (2024年、Hoagiemouth)

### ライブ・アルバム
- Live from the Artists Den (2013年、Artists Den)
- Live at Red Rocks (2015年、ATO)

### EP
- Amos Lee (EP) (2004年、Blue Note)
- Live from KCRW (2005年、Blue Note)
- As the Crow Flies (2012年、Blue Note)